# 傑佛森飛船
傑佛森飛船（英語：Jefferson Airplane）是以加州舊金山為根據地的迷幻搖滾先鋒樂團。成立於1965年，他們奠定了舊金山之聲並成為第一個從灣區走向國際商業成功的樂團。而樂團活躍於美國三場極為重要的搖滾音樂節—蒙特雷（1967年）、胡士托（1969年）和阿爾塔蒙特（1969年）—和第一屆的英國懷特島音樂節（1968年）。樂團1967年的爆紅專輯《Surrealistic Pillow》是愛之夏運動中最著名的音樂作品。該專輯中的兩首歌〈Somebody to Love〉和〈White Rabbit〉皆被納入《滾石雜誌》五百大歌曲中。
樂團的經典陣容始自1966年10月至1970年2月，成員有馬提·巴林（歌手/節奏吉他）、保羅·坎特納（節奏吉他/歌手）、格蕾絲·斯里克（歌手/鍵盤）、約瑪·考克寧（主音吉他/歌手）、傑克·卡薩迪（貝斯）和史賓塞·德萊頓（爵士鼓）。德萊頓於1970年退團，巴林也在隔年退出。1972年，傑佛森飛船分裂成兩個樂團：考克寧和卡薩迪組成了金槍魚合唱團同時兩人也在團至今；斯里克、坎特納和剩餘的傑佛森飛船成員則召集新人並在1974年成立傑佛森星船，巴林後來也加入了他們。傑佛森飛船於1996年入選搖滾名人堂並在2016年獲頒葛萊美終身成就獎。

## 成員
官方成員
- 馬提·巴林（Marty Balin） – 歌手、節奏吉他、打擊樂器、貝斯、鍵盤 (1965–1971、1989、1996；2018年去世)
- 約瑪·考克寧（Jorma Kaukonen） – 主音吉他、歌手 (1965–1972、1989、1996)
- 保羅·坎特納（Paul Kantner） – 節奏吉他、歌手 (1965–1972、1989、1996；2016年去世)
- 西格妮·托莉·安德森（Signe Toly Anderson） – 歌手 (1965–1966；2016年去世)
- 鮑勃·哈維（英语：Bob Harvey (musician)）（Bob Harvey） – 低音提琴 (1965)
- 傑瑞·佩洛昆（Jerry Peloquin） – 爵士鼓 (1965)
- 史基普·史潘斯（Skip Spence） – 爵士鼓、打擊樂器 (1965–1966；1999年去世)
- 傑克·卡薩迪（Jack Casady） – 貝斯、節奏吉他 (1965–1972、1989、1996)
- 格蕾絲·斯里克（Grace Slick） – 歌手、鍵盤、鋼琴、直笛、打擊樂器 (1966–1972、1989)
- 史賓塞·德萊頓（Spencer Dryden） – 爵士鼓、打擊樂器 (1966–1970、1996；2005年去世)
- 喬伊·科文頓（Joey Covington） – 爵士鼓、打擊樂器 (1970–1972；2013年去世)
- 老爹約翰·克里奇（Papa John Creach） – 小提琴、歌手 (1970–1972；1994年去世)
- 約翰·巴巴塔（John Barbata） – 爵士鼓、打擊樂器 (1972)
- 大衛·弗雷貝格（David Freiberg） – 歌手、節奏吉他 (1972)

演出客座成員
- 肯尼·阿羅諾夫（Kenny Aronoff） – 爵士鼓、打擊樂器 (1989)
- 提姆·高爾曼（Tim Gorman） – 鍵盤 (1989)
- 蘭迪·傑克森（英语：Randy Jackson (Zebra)）（Randy Jackson） – 節奏吉他 (1989)
- 彼得·考克寧（Peter Kaukonen） – 節奏吉他 (1989)

## 作品

### 專輯
Family Dog At The Great Highway SF - June 11th 1969. FM Radio concert broadcast (Digitally Remastered) (1969)
Bless Its Pointed Little Head (1969)
The Worth Of Jefferson Airplane (1970)
Thirty Seconds Over Winterland (1973)

### 單曲
Live At Calliope Warehouse, San Francisco, November 6th 1965, KSAN-FM Broadcast (2019)

## 資料來源
1. ↑  . Billboard.com.   [27 October 2017]. （原始内容存档于2017-11-30）.
2. ↑  . Rock and Roll Hall of Fame.   [January 2, 2008]. （原始内容存档于2018-09-19）.
3. ↑  . Grammy.com. 13 January 2016  [19 July 2018]. （原始内容存档于2017-02-11）.

參考書籍：
- Tamarkin, Jeff. . New York City: Atria. 2003. ISBN 0-671-03403-0.

## 外部連結
- 官方网站
- 中的“傑佛森飛船”
- FBI的傑佛森飛船檔案 （页面存档备份，存于）
- 傑佛森飛船在MusicBrainz上的頁面（英文）